# Time is the Simplest Thing
Time is the Simplest Thing este un roman științifico-fantastic de Clifford D. Simak, publicat pentru prima dată în 1961. Povestea combină abilitățile paranormale cu teme de călătorie în spațiu și timp. Tema principală este intoleranța oamenilor obișnuiți față de cei cu abilități neobișnuite.
Romanul este remarcabil pentru pasajele sale lungi de meditații pe subiecte precum puterea, frica și prejudecățile oamenilor. Eroul principal se găsește prins între oamenii care doresc puterea comercială, unii care exploatează frica și mânia din motive personale și alții care încearcă să răstoarne ceea ce ei consideră instituții malefice în numele unui bun mai mare, dar folosind metode discutabile. Este prezentată o discuție cu un preot catolic despre natura superstiției, a binelui și a răului. Până la urmă eroul trebuie să croiască o nouă cale pe care unii să o urmeze pentru a scăpa de persecuție, lăsând în același timp restul umanității să se ocupe de lumea pe care au creat-o. Time is the Simplest Thing a fost nominalizat, sub titlul său original The Fisherman, la Premiul Hugo din 1962 pentru cel mai bun roman, premiu care a fost câștigat în cele din urmă de Străin în țară străină de Robert A. Heinlein.

## Intrigă
Prologul romanului relatează modul în care umanitatea renunță la visul călătoriilor în spațiu, care sunt prea dificile și periculoase în schimbul a puțin beneficii, doar pentru a descoperi că există un alt mod de a explora universul. Unii oameni au capacitatea de a călători cu mintea lor în alte lumi. Ajutați de noua tehnologie, ei pot explora o altă planetă aflată departe în galaxie în timp ce corpurile lor rămân pe Pământ. 
Shep Blaine este un explorator care lucrează pentru Fishhook (Cârlig de pescuit), o organizație care exploatează puterile paranormale pentru a explora planetele din jurul altor stele. Din cauza prejudecăților anti-paranormale din SUA, Fishhook operează în nordul Mexicului. Exploratorii stau în „mașini stelare”, care au formă de cutii și decorate pentru a stimula mintea să părăsească corpul și să exploreze universul. Acestea sunt însoțite de o mașină mai mică care poate înregistra experiențe și aduna probe fizice. Unii exploratori s-au întors cu mintea afectată de ceea ce au întâlnit. Alti exploratori au dispărut și nu s-a mai auzit nimic despre ei.    
Blaine se întoarce dintr-o expediție, după ce a dat peste o formă de viață inteligentă care arată ca o picătură roz mare, care stă imobilă în ceva ca cameră deschisă spre cer. Picătura îl salută telepatic cu mesajul „Bună, amice! Eu fac schimb cu tine cu mintea mea." Blaine simte imediat mintea extraterestră alături de a sa. Revenind în corpul său, el știe că trebuie să fugă înainte ca înregistrarea călătoriei sale să fie verificată. Cu toate acestea, este împiedicat, mai întâi de Kirby Rand, șeful de securitate al lui Fishhook, și apoi de un prieten care îl convinge să meargă la un cocktail în înalta societate. Își dă seama că trebuie să fugă în SUA, întrucât Fishhook nu ar risca un scandal prin a-l aresta la petrecere unde o întâlnește pe Harriet Quimby, o reporteră de investigație care se dezvăluie a fi un telepat. Știe că are probleme și îi spune să părăsească discret petrecerea și să o întâlnească afară. Căutătorii lui îl așteaptă, dar îi scapă, deoarece, din anumite motive, timpul încetinește, permițându-i să treacă. Harriet își folosește cunoștințele despre drumurile de întoarcere, practicate pentru situații de genul acesta, pentru a scăpa cu acesta. 
În Statele Unite ale Americii, el este despărțit de Harriet de locuitorii unui orășel care îl identifică ca vrăjitor și intenționează să-l spânzure. Din nou, ceva neașteptat se întâmplă cu curgerea timpului și este capabil să iasă din oraș înainte de a reveni în timpul normal.  
Îl întâlnește pe Riley, un bătrân cu o camionetă ramolită într-o călătorie spre nord. Ei călătoresc împreună o perioadă, discutând despre starea lumii. Fishhook operează un monopol comercial asupra științei și tehnologiei găsite în galaxie, perturbând comerțul și viața de zi cu zi, în timp ce oamenii cad în superstiție și ură față de paranormali. Unii paranormali se revanșează folosindu-și puterile pentru a teroriza oamenii. Întâlnesc un grup de tineri levitatori care zboară noaptea. Riley trage asupra lor cu o pușcă, dar Blaine încearcă să facă pace folosind telepatia sa. El se împrietenește cu o fată, Anita. Se desparte de Riley și intră într-o transă, ceea ce-l duce înapoi la vizita pe care a făcut-o extraterestrului, pe care îl numește Pinkness. Rasa sa este mult mai veche decât cea umană și a călătorit în tot universul, făcând schimb mental de idei cu ființe de tot felul. Blaine începe să învețe multe de la Pinkness, dar la un moment dat este adus brusc înapoi în corpul său, care a fost în comă zile întregi. El este în spital lângă Riley, care este grav rănit. 
Harriet apare cu Godfrey Stone, unul dintre călătorii care au dispărut. El a susținut că a văzut o lume liberă de rău și a fost trimis într-o instituție izolată. El a scăpat, la fel ca și Lambert Finn, un alt explorator care a găsit un loc al răului total și a devenit obsedat să elimine Fishhook și toți oamenii paranormali. Harriet dezvăluie că Riley transporta o „mașină stelară” furată pentru Stone, dar intenționează să i-o dea lui Finn pentru a fi folosită în campania sa. Stone este ucis de un agresor necunoscut, iar mașina stelară este luată de poliție. Din nou, Blaine este capabil să manipuleze timpul, îndepărtând mașina stelară spre viitor, care este un gol fără formă. După ce a făcut acest lucru, se confruntă cu Kirby Rand, care l-a urmărit pe Blaine și mașina furată. Fishhook  este hotărât să își mențină monopolul cu orice preț.   
Blaine este pe cale să fie dus la Fishhook atunci când folosește o altă parte a cunoștințelor extraterestre pentru a scăpa. Confruntându-se cu Finn, el folosește arma finală: face schimb de minți cu Finn. Finn este insuflat de prezența în propria sa minte a tuturor lucrurilor pe care le urăște și de care se teme. Cu starea mentală a lui Finn în mintea sa, Blaine descoperă că Finn încurajase în secret grupuri de paranormali să dezlănțuie o noapte de teroare de Halloween, pentru a întoarce restul populației împotriva lor. El pleacă să răspândească un avertisment printre paranormali, dar în proces este prins într-o furtună de gheață și aproape îngheață până la moarte. 
În mod ironic, ororile pe care le-a experimentat Finn și care l-au determinat să încerce să elimine toți paranormalii, conțineau un indiciu asupra capacității de a călători către alte stele atât fizic cât și mental. Blaine folosește acest lucru pentru a găsi o planetă asemănătoare Pământului și pentru a călători acolo pentru a scăpa de furtună. El transmite aceste cunoștințe celorlalți paranormali în speranța că aceștia vor putea scăpa de vânătoarea de vrăjitoare. Întorcându-se la Finn află că acesta s-a sinucis. El hotărăște să rămână pe Pământ până când toți paranormalii au ajuns în siguranță pe cealaltă planetă. 

## Vezi și
- 1961 în științifico-fantastic